# Amegilla punctifrons
Amegilla punctifrons là một loài Hymenoptera trong họ Apidae. Loài này được Walker mô tả khoa học năm 1871.
Loài này phân bố ở Zimbabwe.